# Coracina caledonica
Coracina caledonica là một loài chim trong họ Campephagidae.
Nó được tìm thấy ở New Caledonia, quần đảo Loyalty và Vanuatu. Loài này khá to lớn, với kích thước dài 32 đến 37 xentimét (13 đến 15 in) với đuôi vuông dài và bộ lông màu xám sẫm. Mắt chim trưởng thành màu vàng, trong khi mắt chim non là sẫm màu. Môi trường sống tự nhiên của nó là các khu rừng ẩm thấp vùng đất thấp hay miền núi nhiệt đới hay cận nhiệt đới.
Cho tới gần đây nó từng được coi là đồng loài với Coracina welchmani sinh sống ở quần đảo Solomon.
Tên tiếng Anh của nó trước khi tách C. welchmani là Melanesian Cuckooshrike (phường chèo Melanesia), còn hiện nay là South Melanesian Cuckooshrike (phường chèo Nam Melanesia) để phân biệt với C. welchmani là North Melanesian Cuckooshrike (phường chèo Bắc Melanesia).

## Phân loài
- C. c. thilenii (Neumann, 1915): Vanuatu (Espíritu Santo, Malo và Malakula).
- C. c. seiuncta Mayr & Ripley, 1941: Erromango (nam Vanuatu).
- C. c. lifuensis (Tristram, 1879): Lifou (quần đảo Loyalty).
- C. c. caledonica (Gmelin, 1788): New Caledonia.